# LIKE YESTERDAY
「LIKE YESTERDAY」（ライク イエスタデイ）は、日本のバンドthe brilliant greenの18枚目のシングル。2010年2月24日リリース。

## 解説
前作「Ash Like Snow」からおよそ2年ぶりのニューシングルであり、ワーナーミュージック・ジャパン移籍後初の新作。また、松井亮在籍時最後の新作である。
初回生産盤にはPVの収録されたDVDが付属する。

## 収録曲
全曲、作詞：川瀬智子 作曲/編曲：奥田俊作
1. LIKE YESTERDAY [4:26]
2. Spring Gate [4:30]
3. at light speed ("そのスピードで" english ver.) [5:06]
5thシングル曲「そのスピードで」を英語歌詞に変更したアレンジバージョン。

## 収録アルバム
- BLACKOUT（#1, #2）